# 아오키 기쿠요
아오키 기쿠요(靑木喜久代, 1968년 5월 24일 ~ 일본 도쿄)은 일본의 여류 바둑 기사이다. 일본기원 도쿄 본원 소속이다.

## 출생 및 입단
- 1968년 5월 24일 일본 도쿄도 출생
- 1986년 입단 및 초단
- 1987년 2단
- 1989년 3단
- 1991년 4단
- 1992년 5단
- 1994년 6단
- 1997년 7단
- 2000년 8단 승단

## 우승 타이틀
- 1980년 제1회 일본 전국소년소녀바둑대회 4위 입상(초등 6학년)
- 1990년 제2기 일본여류명인전 우승 (첫 타이틀)
- 1991년 일본 여류학성전 우승, 여류기사 최초 18연승
- 1992년 여류학성전 우승 (2연패)
- 1994년 여류학성전 우승 (3번째 우승)
- 1997년 제22기 일본 신인왕전 준우승, 여류기사 최초 신인왕전 결승진출 (대 야마다 기미오)
- 1999년 제11기 일본 여류명인전 우승
- 2000년 여류학성전 우승(4번째 우승)
- 2001년 제3기 일본 여류최강전 우승
- 2002년 제14기 일본 여류명인전 우승(대 고바야시 이즈미 2:0)
- 2006년 제18기 일본여류명인전 우승
- 2007년 제9기 일본 여류최강전 우승 (대 스즈키 아유미)
- 2009년 제21기 일본 여류본인방전 준우승 (대 셰이민 1:3)
- 2012년 제15기 일본 여류기성전 우승(대 셰이민 2:1)
- 2014년 제17기 일본 여류기성전 준우승(대 셰이민 2:0)
- 2016년 제28기 일본 여류본인방전 준우승(대 셰이민 1:2), 제3회 아이즈중앙병원배 여류바둑토너먼트 준우승(대 셰이민 6단)
- 2021년 제1회 테이케이배 여류레전드전 우승(상대 가토 토모코)

## 수상
- 1989년 기도상 여류상
- 1991년 기도상 여류상
- 1997년 기도상 여류상
- 2000년 일본여류상금 랭킹 1위
- 2006년 일본여류상금 랭킹 1위

## 가족관계
- 오빠: 아오키 신이치 (靑木紳一) 9단

## 같이 보기
- 국제 바둑 연맹